# Thérèse de Dillmont
Thérèse de Dillmont (10 de octubre de 1846 - 22 de mayo de 1890) fue una bordadora, empresaria y escritora austriaca. Su obra Enzyklopädie der weiblichen Handarbeiten (en español Enciclopedia de costura de Dillmont), de 1886, ha sido traducida a diecisiete idiomas. Poseía un cinjunto de tiendas en varias capitales europeas y fue «una de las pioneras más importantes en la empresa internacional y multicultural de la costura a finales del siglo XIX».

## Biografía
Thérèse Maria Josepha de Dillmont nació en 1846 en Wiener Neustadt. Su madre era Franziska Schwendtenwein, y su padre, Ferdinand, era profesor de arquitectura en la Academia Militar. Dillmont asistió a una escuela de bordado fundada por la emperatriz Marie-Theresa. Después de la muerte de su padre en 1857, Dillmont fue educada en Viena.
En 1884, Dillmont dejó la escuela de bordado que había comenzado con su hermana Franziska y se mudó a Francia, donde escribió su enciclopedia. El libro de Dillmont sobre costura se publicó después de la obra de Sophia Frances Anne Caulfeild y Blanche Catalina Saward Dictionary of Needlework Diccionario de la costura. Las creadoras de estas vastas obras contaron con la asistencia de la ley de derechos de autor que permitía a los autores tomar prestado libremente material de publicaciones periódicas. El libro reunió miles de diseños textiles de muchos países diferentes, incluidos Egipto, Bulgaria, Turquía y China.
Dillmont se disculpó por incluir instrucciones sobre la costura a mano, ya que coser a máquina era mucho más rápido. Sin embargo, incluyó una sección sobre costura a máquina. Este trabajo estaba dirigido a la moda de la costura y compitió con el Dictionary of Needlework y Weldon's Practical Needleworkque se publicaron en partes mensuales desde 1886. El libro de Dillmont estaba vinculado con Dollfus-Meig et Cie, una empresa francesa de hilos, y estos productos se recomendaron a sus lectores. En 1884 había comenzado a trabajar con la empresa textil alsaciano-francesa DMC en Mulhouse después de firmar un acuerdo el 26 de octubre de 1884 con Jean Dollfus. Dollfus estaba introduciendo nuevos procesos como el algodón mercerizado, y con la ayuda de Dillmont, DMC se hizo conocida por sus publicaciones que se destacaron de libros anteriores porque incluían instrucciones e ilustraciones claras para sus diseños. La propia escuela textil de Dillmont estaba en Dornach, cerca de Mulhouse, pero Dillmont viajaba mucho, ya que tenía sus propias tiendas en Viena, Londres, París y Berlín.
Dillmont murió después de solo cuatro meses de matrimonio a la edad de 45 años.

## Legado
El nombre de Dillmont era un activo para la compañía DMC y continuaron publicando libros con su nombre después de su muerte. Se atribuyeron más de 100 libros a Dillmont o su sobrina, de quien se decía que tenía el mismo nombre. Los libros continuaron mejorando y las transferencias térmicas se incluyeron en sus libros en el siglo XX. En 2004 se publicó una traducción de su enciclopedia al ruso. Su trabajo está disponible en diecisiete idiomas.

## Obras

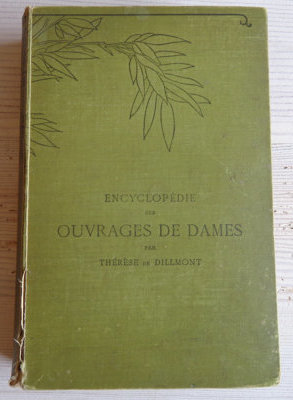
Enciclopedia de costura de Dillmont, portada de la edición francesa.

- Encyclopédie des ouvrages des dames, 1886.
- Album de broderies au point de croix, 3 vols., [C.1890]
- "Encaje de ganchillo irlandés" Mulhouse, Dollfus-Mieg & Cie, [c.1900]